# José de la Serna e Hinojosa

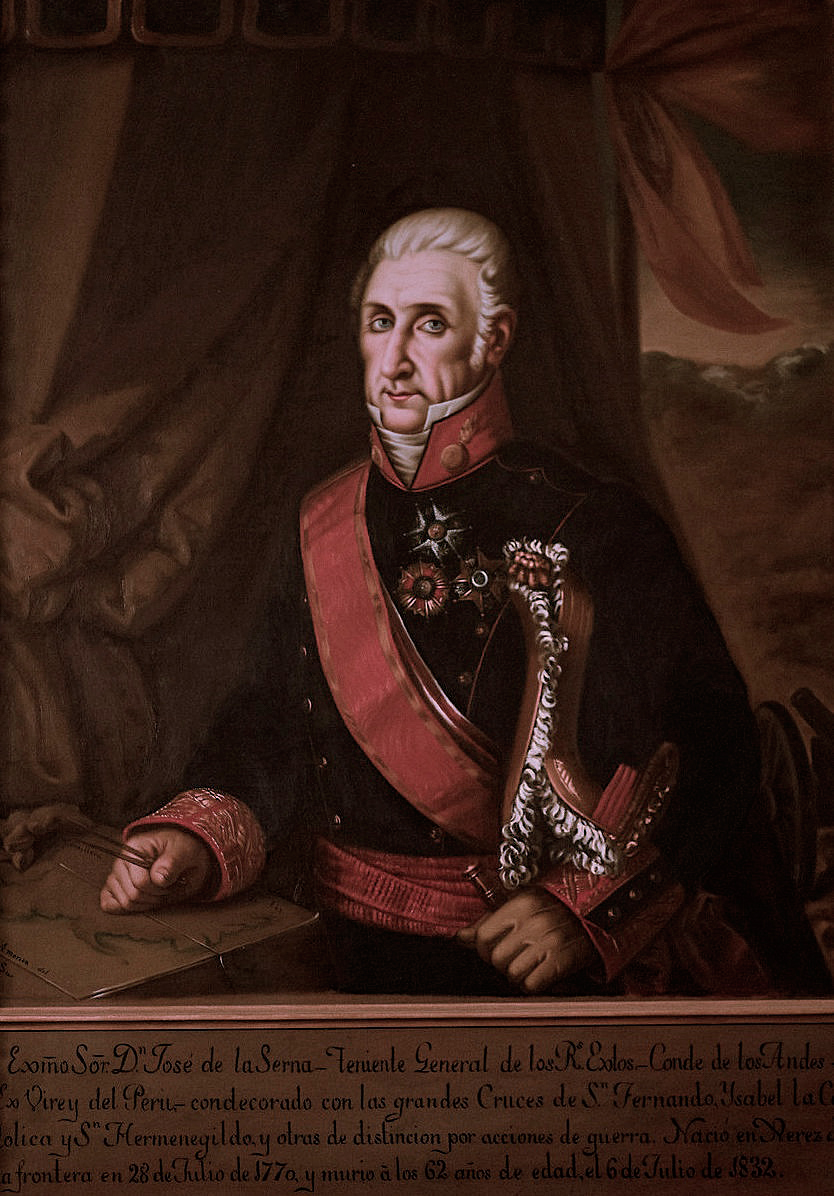
José de la Serna e Hinojosa

José de la Serna e Hinojosa, první hrabě z los Andes (španělsky José de la Serna e Hinojosa, primer conde de los Andes) (1770–1832) bylo španělský generál a koloniální úředník. Byl posledním španělským místokrálem Peru, který skutečně vykonával svoji funkci od 29. ledna 1821 do prosince 1824.

## Pozadí
Vstoupil v mladém věku do armády a vykonával svou první službu (jako kadet) při ochraně Ceuty proti Maurům v roce 1784. Později sloužil v Katalánii (1795) proti Francouzům a pod velením José de Mazarredo proti Britům (1797), a bránil Zaragozu při druhém obléhání (1797). Během pozdější bitvy byl zajat a stal se francouzským vězněm. Brzy však uprchl. Potom cestoval do Švýcarska a Orientu a nakonec se vrátil roku 1811 do Španělska. Ve Španělsku bojoval pod Wellingtonem při španělské válce za nezávislost proti Francouzům až do jejich vypuzení v roce 1813.

## Velení španělských sil v Alto Perú
V roce 1816 byl povýšen na generálmajora a byl jmenován velitelem španělských sil v Peru válčících proti vzbouřencům. 22. září 1816 přijel do Callaa a pokračoval dále přímo do Alto Perú (nyní Bolívie). 12. listopadu 1816 převzal velení nad armádou v Cotagaitě. Místokrál Joaquín de la Pezuela mu nařídil zaútočit na argentinské vzbouřence v provincii Tucumán, ale de la Serna se postavil na odpor, uvádějíc nedostatek vojska. Přesunul se do Salty, když byli Španělé překvapeni 17. února příchodem andské armády José de San Martína do Chile. San Martín vykonal svízelný 21 denní přechod hor z Argentiny, porazil španělskou armádu v Chile a de la Sernova armáda v Alto Perú byla redukována na obrannou roli proti rebelským skupinám v různých částech země.

## Převrat proti Pezuelovi
Jeho vztahy s místokrálem de la Pezuelou se nadále zhoršovaly (de la Pezulea byl absolutista, de la Serna liberál). Nakonec požádal o uvolnění ze služby, aby se mohl vrátit do Španělska. Povolení dostal v květnu 1819 a v září rezignoval na velení ve prospěch generála José de Canteraca. Měl však příznivce v Limě, kteří při jeho příchodu do Limy demonstrovali, aby zůstal v Peru a čelil ohrožení, které představovala invaze José de San Martína z Chile. De la Pezuela souhlasil s jeho povýšením na generálporučíka a jmenoval ho prezidentem válečné rady.
San Martín přistál 8. září 1820 v Piscu. De la Serna vedl tajná jednání, byl jmenován vrchním velitelem armády shromážděné v Aznapuquio na ochranu hlavního města před postupem San Martína. Přikázal vicekráli, aby pochodoval do Chancay.
29. ledna 1821 hlavní důstojníci vojenského tábora, příznivci de la Serny, požádali místokrále, aby rezignoval v jeho prospěch. De la Pezuela to odmítl a přikázal de la Sernovi, aby ukončil vzpouru, ale ten tvrdil, že je proti tomu bezmocný. Téhož dne večer mu místokrál předal výkonnou moc. Tento výsledek byl později uznán i Španělskem.

## Jako místokrál Peru
Španělský zmocněnec, kapitán Manuel Abreu, přijel do Limy, zatímco San Martína ohrožoval hlavní město. Přivezl rozkazy místokráli, aby jednal o pokojné dohodě. De la Serna ho poslal za San Martínem. Vyjednávání započalo 3. května 1821 v Punchauce za účasti představitelů obou stran a trvalo do 24. června, ale nepřineslo žádnou dohodu. Úskalím byla nezávislost. Vzbouřenci ji požadovali a Španělsko trvalo na podrobení se králi. 25. června začaly znovu válečné akce.
De la Serna byl přinucen vyklidit hlavní město 6. července 1821. San Martín do něho vstoupil o čtyři dny později a byl s jásotem přijat obyčejnými lidmi. 15. července 1821 byl podepsán na radnici v Limě Act of Independence Peru. De la Serna odešel do Jauja a později do Cuzca.
24. srpna vyslal generála de Canteraca se 4 000 muži, aby osvobodil město Callao. Díky nedostatku dodávek však město 19. září 1821 padlo. V Cuzcu propukly rozbroje v královském vojsku. Generál Olañeta odmítl poslušnost a udržoval nezávislé royalistické síly v Alto Perú.
Canterac byl 6. srpna poražen Simónem Bolívarem v bitvě u Junínu. De la Serna se rozhodl, že bude riskovat všechno, aby rozdrtil vzpouru. Opustil v říjnu Cuzco s ukázněnou armádou o síle 10 000 pěších a 1 600 kavalérie. 8. prosince se střetl se vzbouřeneckou armádou u Ayacucho a druhého dne utrpěl naprostou porážku od generála Antonia José de Sucreho. Byl zraněn a zatčen. Královská armáda ztratila 2 000 mužů (mrtvých a raněných) a 3 000 mužů padlo do zajetí, zbytek vojska se rozutekl. 9. prosince 1824 podepsal generál Canterac, zástupce velitele, čestnou kapitulaci. De la Serna, který byl k datu bitvy povýšen na hraběte de los Andes od krále Ferdinanda VII., byl brzy propuštěn a vrátil se do Evropy. Úplně všemu španělskému místokrálovství v Peru, až na jméno, byl konec.

## Návrat do Španělska
Ve Španělsku byl přijat u dvora a jeho administrace byla schválena. Později byl jmenován generálem v Granadě. Zemřel bez následovníka roku 1832 v Cádizu.